# Cantó de Joinville-le-Pont
El cantó de Joinville-le-Pont és un antic cantó francès del departament de Val-de-Marne, que estava situat al districte de Nogent-sur-Marne. Comptava amb el municipi de Joinville-le-Pont.
Al 2015 va desaparèixer i el seu territori va passar a formar part del cantó de Charenton-le-Pont.

## Municipis
- Joinville-le-Pont

## Història
| Data d'elecció                           | Identitat                      | Partit           | Qualitat |
| ---------------------------------------- | ------------------------------ | ---------------- | -------- |
| 1967-1976                                | Georges-Maurice Defert         | CD               |          |
| 1976-1982                                | Jean-Pierre Garchery           | CNI              |          |
| 1982-2001                                | Pierre Aubry                   | RPR              |          |
| 2001-2002                                | Marie-Paule Peyre-de-Fabrègues | Divers droite    |          |
| 2002-2008                                | Pierre Aubry                   | RPR, després UMP |          |
| 2008-                                    | Georges Nérin                  | UMP              |          |
| les dades anteriors no són pas conegudes |                                |                  |          |
|                                          |                                |                  |          |

## Demografia
| A partir de 1990: Població sense dobles comptes |